# 瓦莱斯维莱 (上加龙省)

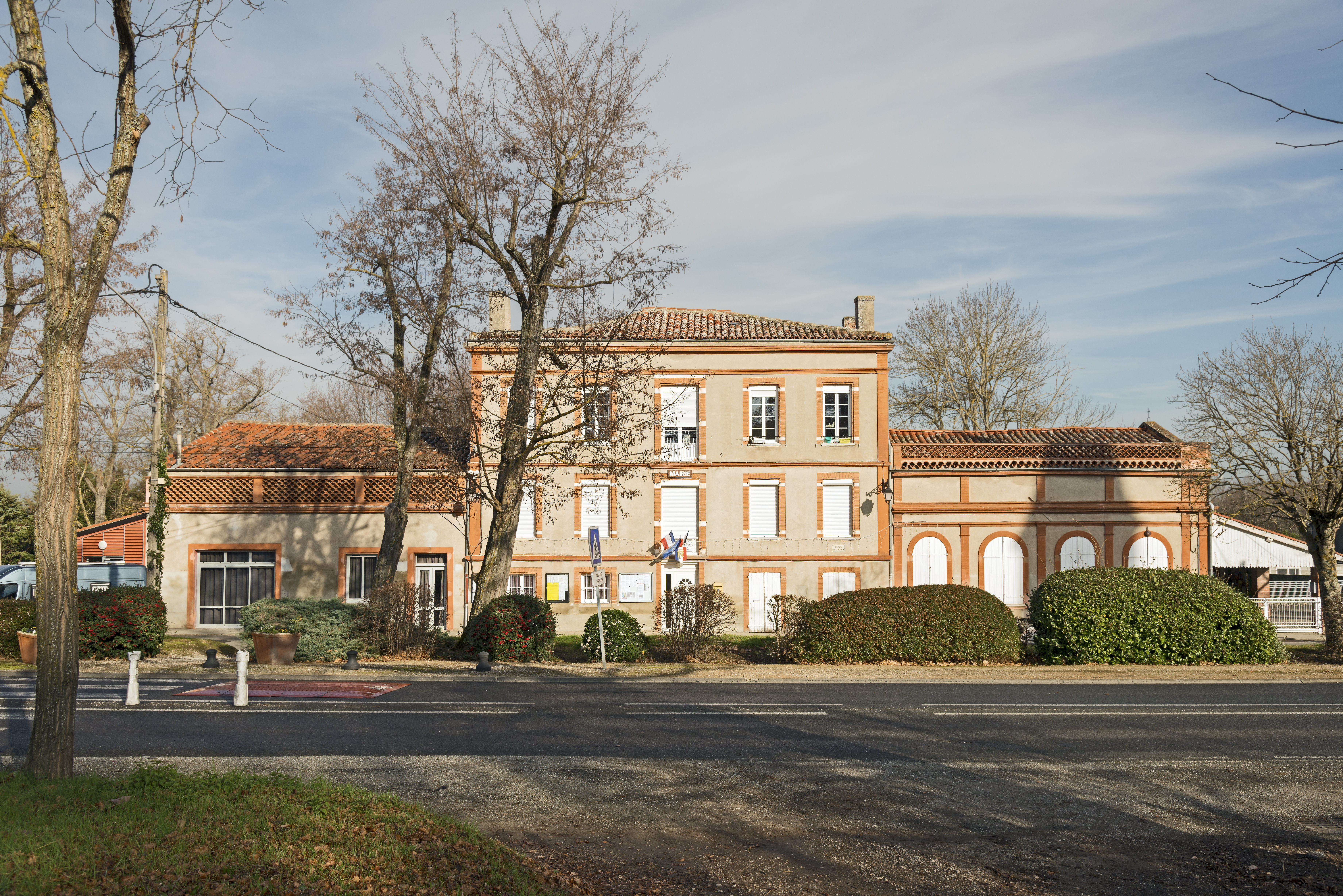
市政府

瓦莱斯维莱（法語：Vallesvilles）是法国上加龙省的一个市镇，属于图卢兹区（Toulouse）朗塔县（Lanta）。该市镇总面积8.16平方公里，2009年时的人口为379人。

## 人口
瓦莱斯维莱人口变化图示

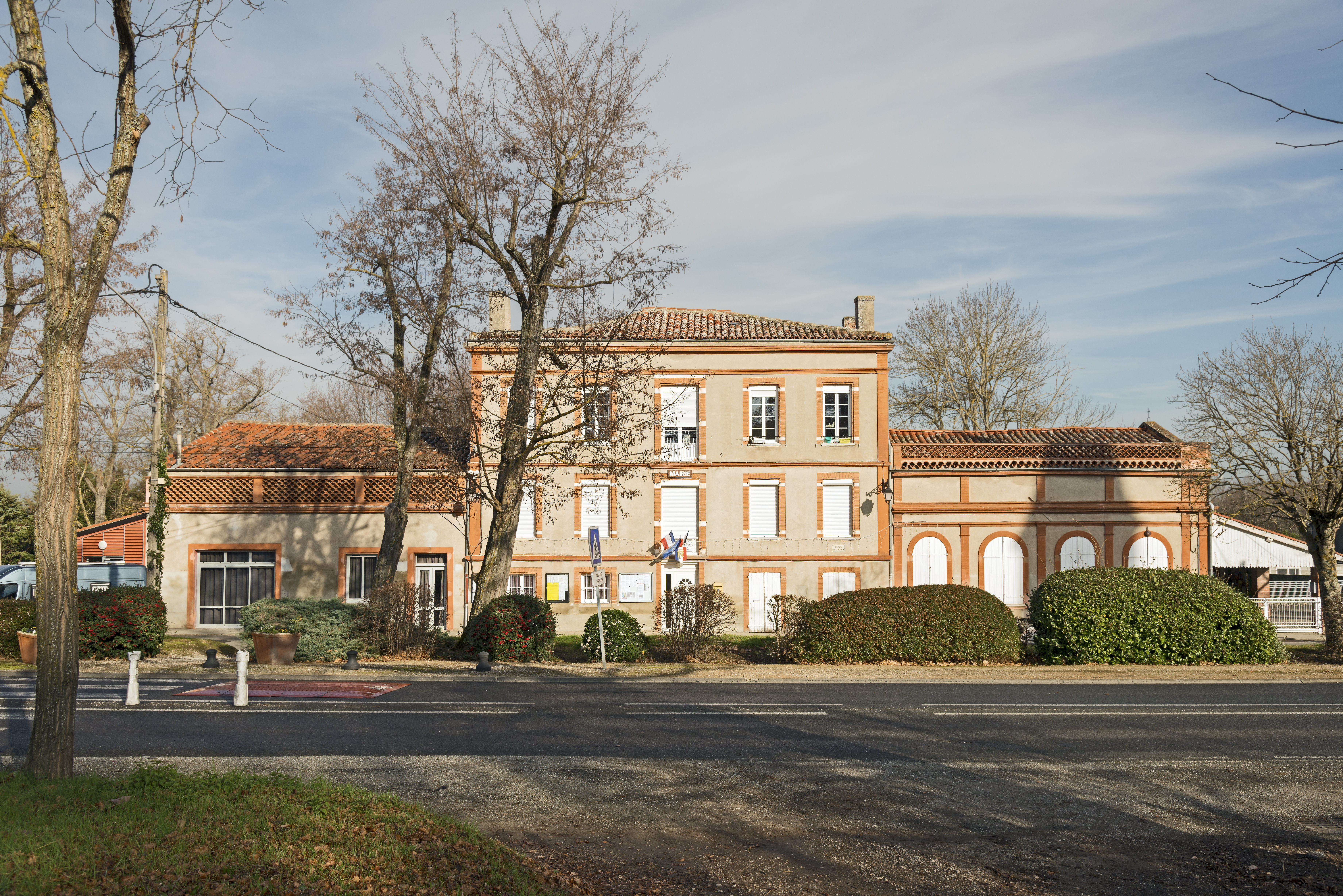
市政府。
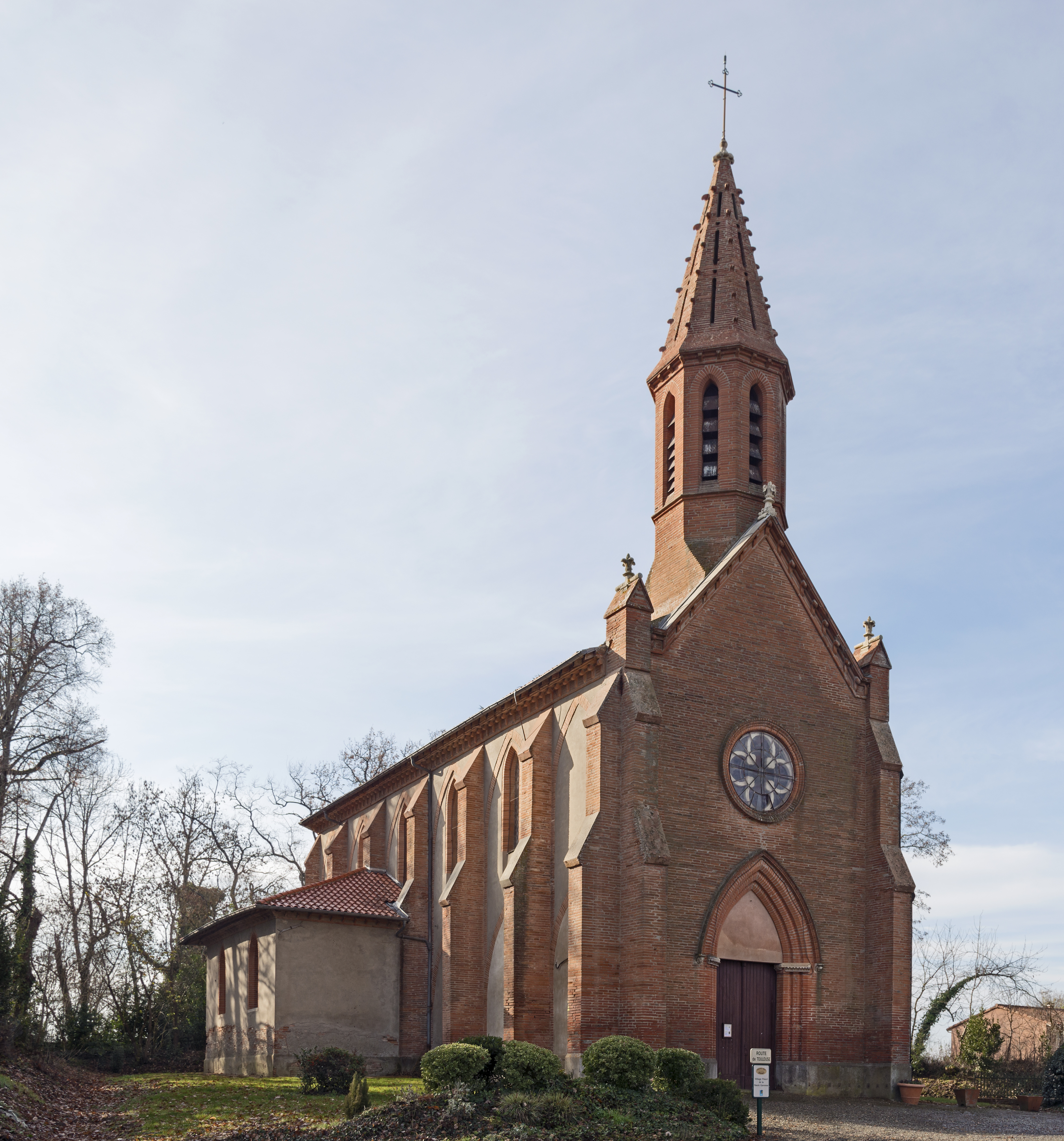
在圣玛丽大教堂